# Америка (шаттл)
«Америка» (англ. America, также известен как Шаттл Америка — следующий век) — полномасштабная копия спейс шаттла. Макет шаттла был выставлен в парке развлечений Шесть флагов большой Америки в деревне Гарни, штате Иллинойс в качестве симулятора. Длина модели составляет 37,4 метров, высота 16,4 метров, а размах крыльев 23,7 метров. Из-за высоких затрат на эксплуатацию и снижения популярности доступ к макету шаттла был закрыт в 2007 году и уже в 2009 году он был демонтирован. Шаттл «Америка» не один раз использовали в съёмках фильмов.